# Tadeusz Garb
Tadeusz Garb (ur. 25 września 1948 w Nowym Targu, zm. 3 lipca 2014) – polski hokeista i trener hokejowy.

## Życiorys

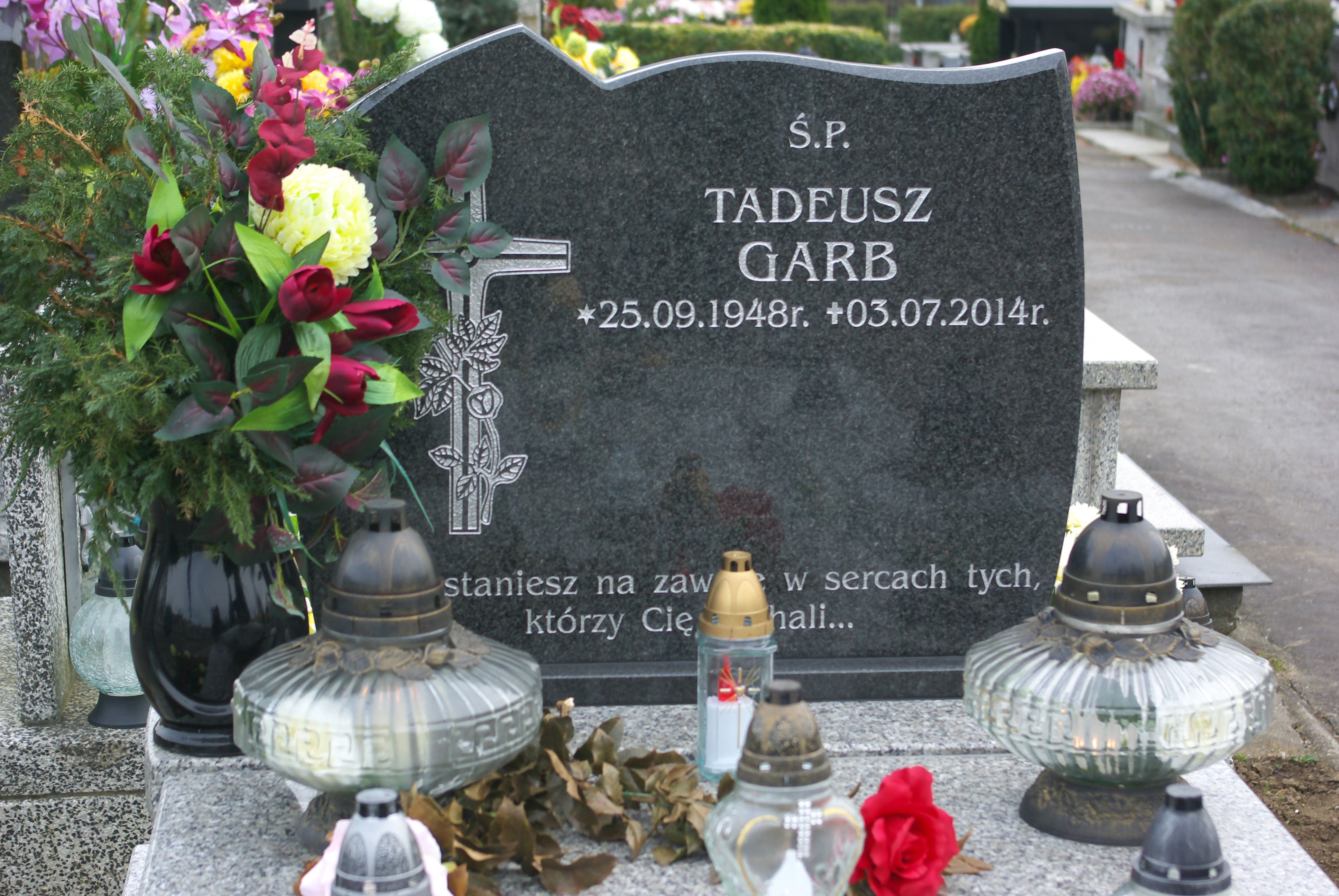
Grób Tadeusza Garba w Sanoku

Tadeusz Garb urodził się 25 września 1948 w Nowym Targu. Jako hokeista był wychowankiem Podhala Nowy Targ. Na początku jego trenerem był Mieczysław Chmura. Od wieku 15 lat przez dwa lata był zawodnikiem Wisły Nowy Targ. W 1969 został zawodnikiem Stali Sanok jako drugi po Tadeuszu Radzkim przyjezdny gracz w tym klubie. Obaj zadebiutowali w Stali w sezonie 1969/1970 ligi okręgowej W sezonie 1970/1971 wraz z drużyną uczestniczył w sezonie ligi okręgowej krakowskiej i w 1971 uzyskał awans do ówczesnej drugiej klasy ligowej. Później, także wraz z innymi nowotarskimi zawodnikami w sanockiej drużynie, występował w II lidze. Został wybrany najpopularniejszym sportowcem w IV plebiscycie „Złota Dziesiątka Sportowców ZKS Stal” za rok 1975. W sezonie II ligi 1975/1976 wykazywał wybitną skuteczność wspólnie z partnerem z ataku, Janem Paszkiewiczem (partnerował im początkowo Jan Łakos, później Czesław Radwański). Wraz z drużyną wywalczył z drużyną historyczny sukces w roku 30-lecia historii klubu, wygrywając II ligę Grupę Południową i uzyskując awans do I ligi, najwyższej polskiej klasy rozgrywkowej. W zwycięskim sezonie był najskuteczniejszych zawodnikiem drużyny ex aequo i najlepszym asystentem uzyskując 73 punkty za 23 gole i 50 asyst (równo z nim zdobył 73 punkty Jan Paszkiewicz, który zdobył 58 goli). Ich trzecim partnerem w ataku był wówczas Czesław Radwański. W połowie 1977 powrócił do treningów i gry po długotrwałej chorobie. Przed sezonem 1978/1979 przerwał karierę zawodniczą, jednak w jego trakcie powrócił do gry ponownie grając w ataku z Janem Paszkiewiczem i Franciszkiem Pajerskim. Po sezonie 1979/1980 definitywnie zakończył karierę zawodniczą zostając trenerem młodzików i klasy sportowej w Sanoku. Po zakończeniu kariery, 14 lutego 1981 wystąpił w meczu pokazowym pomiędzy aktualnymi zawodnikami Stali a byłymi hokeistami klubu, zakończonego wynikiem 12:4.
Był trenerem grup młodzieżowych w klubie Stali Sanok (w 1989 grupą żaków). Pracował jako szkoleniowiec w kolejnych kontynuatorach prawnych klubu: STS Sanok, SKH Sanok i KH Sanok. Jednocześnie prowadził klasę sportową stworzoną w ramach Szkoły Podstawowej nr 7. Jako trener prowadził spartakiadową drużynę wychowanków Stali (pod jego nieobecność w kraju w 1988 obowiązki przejął Jan Paszkiewicz). Po sezonie 1988/1989 Garb ponownie objął drużynę spartakiadową. Ponadto pełnił funkcję asystenta trenera drużyny seniorskiej (w sezonie 1987/1988 i od stycznia 1990 w trakcie sezonu 1989/1990, gdy I trenerem zostawał Franciszek Pajerski). Czterokrotnie zostawał pierwszym szkoleniowcem (w 1990, 2000-2001, w 2001, od lutego do sierpnia 2003). Od lipca 1999 był asystentem głównego trenera Wincentego Kawy. Jego wychowankami było wielu hokeistów sanockiego klubu, m.in. Adam Milczanowski, Wojciech Zubik, Grzegorz Mermer, Piotr Milan, Marcin Ćwikła, Tomasz Demkowicz, Maciej i Michał Radwańscy, Bogusław Rąpała, Wojciech Milan, Maciej Mermer, Łukasz Janiec. Był również szkoleniowcem drużyny najmłodszych adeptów hokeja, Niedźwiadki Sanok.
Zmarł 3 lipca 2014, a 8 lipca 2014 został pochowany na Cmentarzu Centralnym w Sanoku.
Tadeusz Garb był żonaty od 1973, miał dwie córki.